# ...But Seriously
| Recensione | Giudizio |
| ---------- | -------- |
| AllMusic   |          |

...But Seriously è il quarto album da solista del cantante britannico Phil Collins, pubblicato il 24 novembre 1989 dalla Virgin Records in Gran Bretagna e Irlanda, dalla WEA nel resto d'Europa e dalla Atlantic Records negli USA e Canada.

## Il disco
Con oltre 20 milioni di copie vendute è stato uno dei maggiori best seller dell'annata discografica e della carriera di Collins. L'album ha prodotto numerose hit quali la celeberrima Another Day in Paradise, I Wish It Would Rain Down, Something Happened on the Way to Heaven, Do You Remember? e Hang in Long Enough.
In questo disco Collins si dedicò ad una produzione sonora che limitasse l'abbondante ricorso alla drum machine e al sintetizzatore, che aveva caratterizzato la sua produzione precedente, per cercare un suono più live. 
Tutti gli strumenti furono incisi digitalmente escluse le parti del basso e della batteria; inoltre gli interventi dei fiati furono registrati tutti in presa diretta.
Come suggerisce il titolo del disco, anche i testi si presentano più seri e consapevoli. L'autore ampliò la sua attenzione verso argomenti socio-economici e politici. Il singolo di maggior successo dell'album, Another Day in Paradise, offre uno sguardo solidale alla condizione precaria dei senzatetto. Un altro forte messaggio appare nel testo della lunga Colours, una condanna verso la segregazione razziale operata dalla politica apartheid del Sudafrica. Il brano That's Just the Way It Is fa invece riferimento al conflitto nordirlandese. Collins non abbandonò tuttavia il tema delle relazioni, seppur in chiave più matura e riflessiva. Nella toccante All of My Life immagina una conversazione con il padre defunto, mentre Father to Son è una dolce dedica al figlio Simon.
Nell'album figurano i contributi di celebri musicisti quali David Crosby, Eric Clapton, Steve Winwood e i Phenix Horns, in origine la sezione fiati degli Earth, Wind & Fire.
Il disco è stato primo in classifica nel Regno Unito per ben 15 settimane non consecutive (compreso il competitivo periodo natalizio), negli Stati Uniti per 4 settimane e praticamente in tutto il mondo.

## Tracce (CD e MC)
Testi e musiche di Phil Collins, eccetto dove indicato

### Lato A
1. Hang in Long Enough – 4:44
2. That's Just the Way It Is – 5:20
3. Do You Remember? – 4:36
4. Something Happened on the Way to Heaven – 4:52 (testo: Collins – musica: Collins, Daryl Stuermer)
5. Colours – 8:51
6. I Wish It Would Rain Down – 5:28

### Lato B
1. Another Day in Paradise – 5:22
2. Heat on the Street – 3:51
3. All of My Life – 5:36
4. Saturday Night and Sunday Morning – 1:26 (musica: Collins, Thomas Washington)
5. Father to Son – 3:28
6. Find a Way to My Heart – 6:14

## Tracce (LP)[22]
Testi e musiche di Phil Collins, eccetto dove indicato

### Lato A
1. Hang in Long Enough – 4:44
2. That's Just the Way It Is – 5:20
3. Find a Way to My Heart – 6:08
4. Colours – 8:51
5. Father to Son – 3:28

### Lato B
1. Another Day in Paradise – 5:22
2. All of My Life – 5:36
3. Something Happened on the Way to Heaven – 4:52 (testo: Collins – musica: Collins, Daryl Stuermer)
4. Do You Remember? – 4:36
5. I Wish It Would Rain Down – 5:28

## Formazione
Musicisti
- Phil Collins – voce, batteria, percussioni (brani 2 e 3), tamburello (brano 6)
- Daryl Stuermer – chitarra (brani 1-4, 11 e 12)
- Dominic Miller – chitarra (brani 1, 4, 5, 7 e 9)
- Eric Clapton – chitarra elettrica (brano 6)
- Nathan East – basso (brani 1 e 4)
- Leland Sklar – basso (brani 2, 5, 7, 9, 11, 12)
- Pino Palladino – basso (brani 3 e 6)
- Steve Winwood – organo Hammond (brano 9)
- Maurice Spears – arrangiamento (brani 1, 4, 5 e 12)
- Tom Tom 99 – arrangiamento dei fiati (brani 1, 4, 5 e 12)
- The Phenix Horns:
  - Don Myrick – sassofono (brani 1, 4, 5, 9 e 12)
  - Louis Satterfield – trombone (brani 1, 4, 5 e 12)
  - Harry Kim – tromba (brani 1, 4, 5 e 12)
  - Rahmlee Michael Davis – tromba (brani 1, 4, 5 e 12)
- Alex Brown – cori (brani 1, 4 e 9)
- Lynn Fiddmont – cori (brani 1, 4 e 9)
- Marva King – cori (brani 1, 4 e 9)
- David Crosby – seconda voce (brani 2 e 7)
- Stephen Bishop – seconda voce (brano 3)

Produzione
- Phil Collins – produzione, missaggio
- Hugh Padgham – produzione, missaggio, ingegneria del suono
- Simon Osborne – ingegneria del suono (assistente)
- Trevor Key – fotografia
- Registrato ai The Farm Studios nel Surrey (Inghilterra) e agli A&M Studios di Los Angeles (USA)

## Classifiche

### Classifiche settimanali
| Classifica (1989) | Posizione massima |
| ----------------- | ----------------- |
| Australia         | 1                 |
| Austria           | 1                 |
| Canada            | 1                 |
| Finlandia         | 1                 |
| Francia           | 1                 |
| Germania          | 1                 |
| Italia            | 1                 |
| Norvegia          | 1                 |
| Nuova Zelanda     | 1                 |
| Paesi Bassi       | 1                 |
| Regno Unito       | 1                 |
| Spagna            | 1                 |
| Stati Uniti       | 1                 |
| Svezia            | 1                 |
| Svizzera          | 1                 |

### Classifiche di fine anno
| Classifica (1990) | Posizione |
| ----------------- | --------- |
| Australia         | 14        |
| Austria           | 2         |
| Canada            | 2         |
| Germania          | 1         |
| Italia            | 3         |
| Nuova Zelanda     | 4         |
| Paesi Bassi       | 2         |
| Regno Unito       | 1         |
| Spagna            | 1         |
| Stati Uniti       | 2         |
| Svizzera          | 1         |